# Ammo (gioco di ruolo)
Ammo: Il Gioco di Ruolo è un gioco di ruolo italiano creato da Mirko Caruccio, Barbara Chies e Piero Cioni ed edito da Planetario nel 1994 con un'ambientazione scifi/fantasy/horror basata su alcuni manga e anime di cui gli autori erano fan.

## Ambientazione
Il gioco è ambientato nella Kyoto del 2030 dove, dopo il ritrovamento di una'astronave aliena in orbita attorno a Titano, la tecnologia terrestre fa un salto in avanti sfruttando l'energia mentale. La scoperta di questa nuova fonte energetica viene annunciata al mondo dal professor Shuichi Yamagata, uno scienziato che stava studiando un artefatto rinvenuto sulla nave aliena, una sorta di gigantesca armatura. Yamagata non era l'unico scienziato ad interessarsi a questa nuova forma di energia: anche il professor Tsukamoto, alle prese con lo studio di un altro reperto alieno, ritrovato sulla stessa nave e chiamato D-Destroyer, era giunto agli stessi risultati di Yamagata. Tsukamoto però desiderava l'esclusiva della scoperta e decise di usare il suo artefatto, pensando che fosse una bomba, per tentare di distruggere Kyoto, la città dove viveva Yamagata, ed eliminare il rivale. Il D-Destroyer, una volta attivato, distrusse il laboratorio di Tsukamoto stesso, uccidendolo, prima di partire alla volta di Kyoto e schiantarsi sulla Kyoto Tower. Nonostante la grande luce emessa dall'ordigno, la forza distruttiva non si rivelò particolarmente preoccupante. Due giorni dopo questo avvenimento, però, dalle fondamenta del centro commerciale sottostante la Kyoto Tower cominciarono a comparire strane creature, ostili a qualsiasi forma di vita incontrassero. A causa di questa condotta violenta vennero chiamate "demoni" e l'esercito fu costretto a intervenire costruendo delle mura d'acciaio, altissime, intorno al centro della città (da quel momento in poi chiamato Core). Nonostante la cinta muraria i demoni riuscivano ad uscire dal Core e minacciavano Kyoto, che sembrava ormai spacciata, fino a quando il professor Yamagata insieme a un gruppo di ragazzi equipaggiati con delle armature potenzianti, o battlemover, riuscirono a respingere l'ondata di demoni all'interno delle mura. Il gruppo prenderà il nome di "C.C.C" (Codimensional Combat Corp).
I personaggi che i giocatori interpretano sono dei membri del C.C.C.

## Sistema di gioco
Il sistema di gioco è un sistema ad abilità (non esistono infatti classi o livelli) che prevede l'uso di due dadi a sei facce. I personaggi hanno 18 caratteristiche di base e un numero di abilità quasi illimitato dato che ogni giocatore, in accordo con il regista, può anche inventarne e non seguire quelle proposte dal manuale. Il valore delle abilità può aumentare durante lo svolgimento del gioco con la spesa di punti esperienza.
Le azioni e il combattimento sono gestiti con un lancio di dadi a cui si somma il punteggio dell'abilità e il punteggio della caratteristica ad essa collegata. Il sistema dei danni è peculiare dato che non esistono punti ferita, ma i danni vanno a incidere direttamente sulle caratteristiche dei personaggi, rendendo gli stessi via via meno efficaci.

## Curiosità
- Nel gioco sono presenti anche dei robot giganti. In un'intervista agli autori, pubblicata al tempo dell'uscita del manuale, questi affermavano che i robot non erano previsti nella prima stesura del gioco, ma che erano stati aggiunti per volontà dell'editore che era convinto che avrebbe avuto così un maggiore successo di pubblico.[3]
- Alcuni dei nomi scelti per i demoni del gioco furono corretti a pochi giorni dalla prima stampa grazie a un amico giapponese degli autori.[3]

- In origine erano previste due espansioni al manuale principale, ma l'editore si tirò indietro nonostante gli autori avessero già finito di scrivere e illustrare il primo dei nuovi manuali e avessero già cominciato l'altro.[4]

### Anime e manga
Anime e manga ai quali gli autori si ispirarono per creare il gioco:
- Silent Möbius
- Bubblegum Crisis
- Devilman
- Yushin Ryagar
- Five Star Stories
- Patlabor
- Xenon
- Borgman 2030
- Dirty Pair
- Makai
- Spriggan
- Yotoden
- Tekkaman Blade
- Genesis Climber Mospeada
- Gall Force
- AD Police
- Heavy Metal Skin Panic 001 Maddox
- Armored Trooper Votoms